# Physcomitrium roseae
Physcomitrium roseae är en bladmossart som beskrevs av Robert Statham Williams 1915. Physcomitrium roseae ingår i släktet huvmossor, och familjen Funariaceae. Inga underarter finns listade i Catalogue of Life.